# Зноба, Валентин Иванович
Валентин Иванович Зноба́ (укр. Зноба́, Валентин Іванович; 10 января 1929, Софиевка, Криворожский округ — 7 августа 2006, Киев) — советский и украинский скульптор. Народный художник УССР (1979). Академик Академии искусств Украины (1997).

## Биография
Родился 10 января 1929 года в посёлке Софиевка (ныне Днепропетровская область, Украина).
Учился у отца — И. С. Знобы, затем, в 1945—1947 годах, — в Днепропетровском художественном училище. В 1953 году окончил Киевский государственный художественный институт.
Умер 7 августа 2006 года. Похоронен в Киеве на Байковом кладбище.

## Семья
- Отец — Зноба, Иван Степанович;
- Супруга — Голембиевская, Татьяна Николаевна;
- Сын — Зноба, Николай Валентинович.

## Творческая деятельность
Создал множество памятников, увековечивающих героические страницы как древней, так и современной истории Украины. Среди них — памятник на Букринском плацдарме, монумент в честь освобождения Крыма в Симферополе, памятники Кармалюку, герою Движения Сопротивления Василию Порику во Франции, в честь победы на Поклонной горе в Москве. Последний памятник — памятник дочери Ярослава Мудрого королеве Франции Анне, созданный вместе с сыном Николаем Знобой, тоже скульптором, членом-корреспондентом Петербургской Петровской академии. Этот памятник Валентин Зноба вместе с Президентом Украины Виктором Ющенко открывал во Франции.
В 2004—2005 годах один за другим были открыты памятники художнику Густаву Климту и его музе в Австрии, а ещё раньше — Джону Неперу в Шотландии (в Эдинбурге на территории Университета Нейпира) и Илье Мечникову во Франции.
Автор памятников В. И. Ленину, Т. Г. Шевченко, Н. А. Островскому, А. Д. Цюрупе и другим.
Создал памятник Бояну (вместе с архитекторами С. Захаровым и Ю. Платоновым), установленный в мемориальном комплексе в честь подвига советских воинов при форсировании Днепра на Букринском плацдарме вблизи села Балыко-Щучинка Киевской области (1985).

## Награды
- Заслуженный деятель искусств УССР (1963);
- Народный художник УССР (1979);
- Орден «Знак Почёта»;
- Орден «За заслуги» (Украина) 3-й степени;
- Почётная грамота Президиума Верховного Совета УССР;
- Республиканская премия ЛКСМУ имени Николая Островского;
- Почётная грамота Кабинета министров Украины (2004)[2];
- Почётный гражданин Киева;
- Государственная премия Украины имени Тараса Шевченко (1996) — за создание скульптурных композиций на тему Великой Отечественной войны).

## Галерея

Казак Мамай, Майдан Незалежности
Монумент замученным в Дарницком концлагере
Памятник экипажу бронепоезда «Таращанец», Новая Дарница, Киев
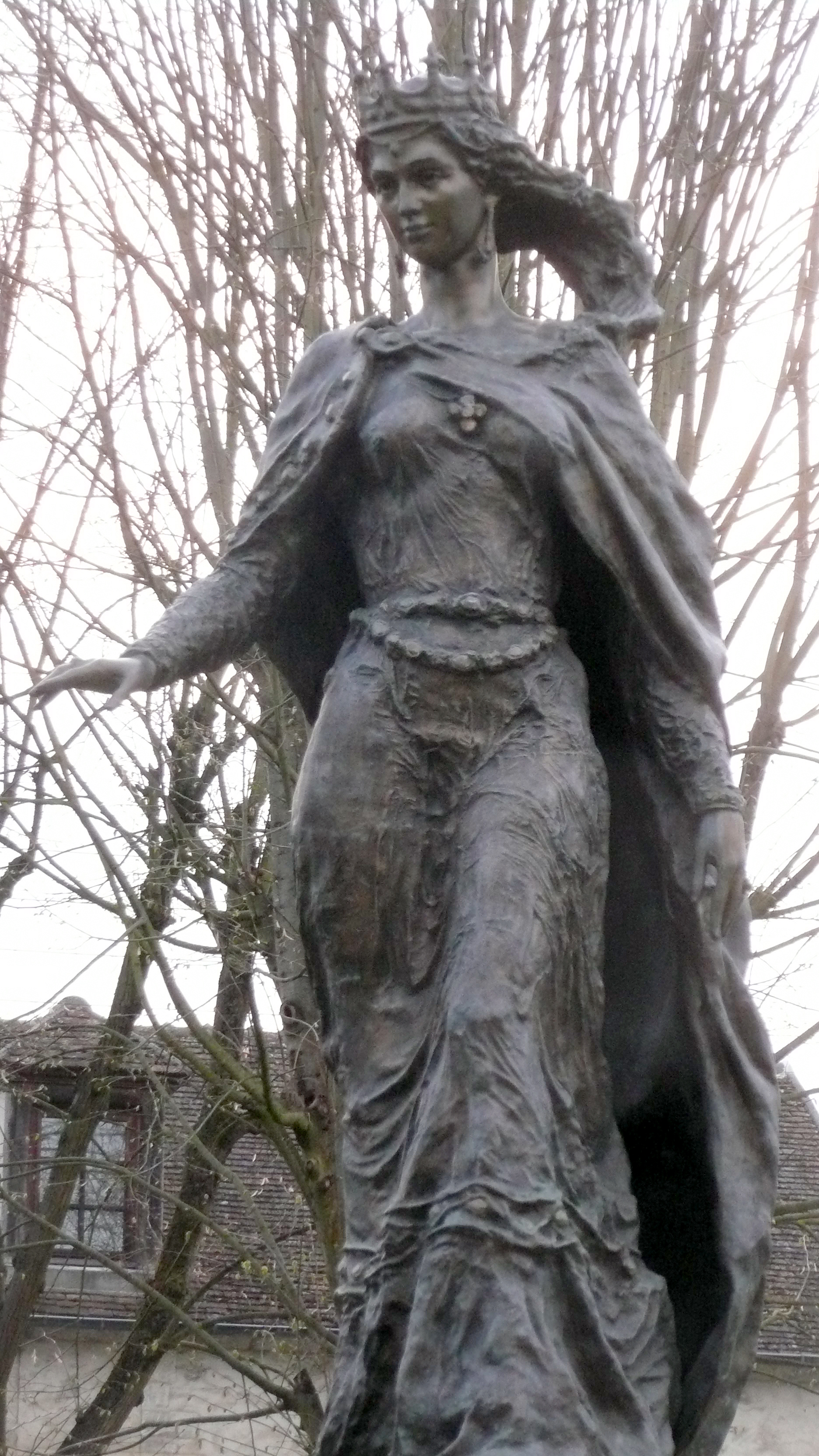
Анна Киевская, Санлис, Франция